# Zračnoprevozno poveljstvo (ZDA)
Zračnoprevozno poveljstvo (izvirno angleško Airborne Command) je bilo poveljstvo Kopenske vojske Združenih držav Amerike.

## Zgodovina
Poveljstvo je bilo ustanovljeno 21. marca 1942 s preoblikovanjem Začasne padalske skupine. 
1. marca 1944 je bilo poveljstvo preoblikovano v Zračnoprevozni center. 